# Teatro romano di Brescia

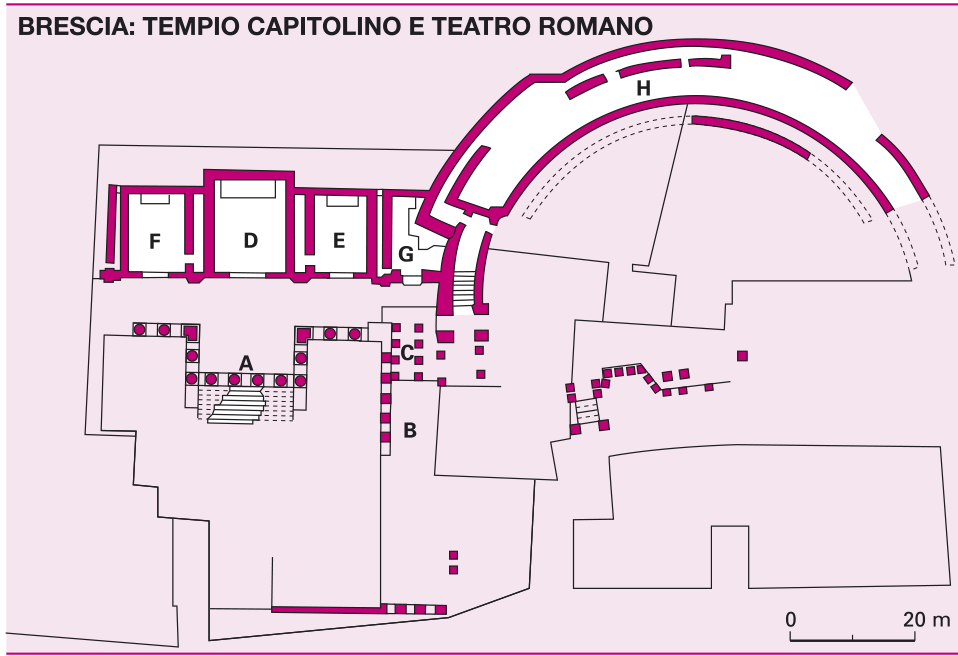
Pianta del Tempio Capitolino (o Capitolium) e del Teatro romano di Brescia. Scala 0:20 m. (A) Pronao, (B) Stilobate, (C) Aula dei Pilastrini, (D)-(E)-(F)-(G) Celle del Capitolium, (H) Teatro romano. In Guida Rossa Lombardia Touring Club Italiano.

Il teatro romano dell'antica Brixia è un edificio situato nell'odierna città di Brescia, nei pressi del tempio capitolino e della piazza del Foro.
Nel 2011 è stato dichiarato dall'UNESCO patrimonio mondiale dell'umanità e fa parte del sito seriale Longobardi in Italia: i luoghi del potere (568 - 774 d.C.).

## Storia
Il teatro fu costruito in epoca flavia, come il vicino Capitolium(al quale era collegato mediante un porticato), e rimaneggiato durante il principato di Settimio Severo, nel III secolo. Fu probabilmente danneggiato dallo stesso incendio che, nel IV secolo, fece in parte crollare l'edificio templare posto nelle immediate vicinanze e da un terremoto nel V secolo, il quale distrusse completamente la scena e il muro che dava sulla strada. Nonostante ciò venne utilizzato fino al 1173.
L'edificio fu riportato alla luce insieme al Capitolium nell'Ottocento, operando la demolizione di tutte le strutture sorte durante le diverse epoche sui resti del teatro, tranne palazzo Maggi Gambara, che occupa tuttora la parte occidentale della cavea, poiché contenente diversi affreschi di grande valore storico e artistico.

## Struttura
Il teatro fu in parte costruito utilizzando il pendio naturale del colle Cidneo. La scelta dell'impianto è più vicina a quella degli antichi teatri della Grecia che a quelli romani, in cui la cavea era sorretta da costruzioni. Ciò è oggi ben visibile, visto che le file più basse di gradinate, poggianti direttamente sul terreno, sono le uniche sopravvissute al tempo, mentre tutte quelle sostenute da archi murari sono scomparse a causa del crollo di questi ultimi. La vicinanza del Tempio Capitolino e del Foro, che ricorda per certi versi il teatro di Pompeo di Roma, indicava che il teatro era parte integrante della vita sociale e religiosa del cittadino. L'edificio era il più grande del nord Italia dopo il teatro di Verona e misurava 86 metri in larghezza e probabilmente 34 in altezza con una dimensione simile ai teatri di Catania e Taormina e maggiore di quello di Ercolano. La scena era lunga 48 metri. Il teatro poteva ospitare, secondo alcuni calcoli, circa 15000 persone. Come tutti i teatri romani è facilmente riscontrabile la forma a emiciclo, ancora oggi ben visibile.
Il teatro era collegato al tempio attraverso una lunga aula, definita dei pilastrini poiché divisa da due file di pilastri con capitelli di ordine tuscanico.

## I resti

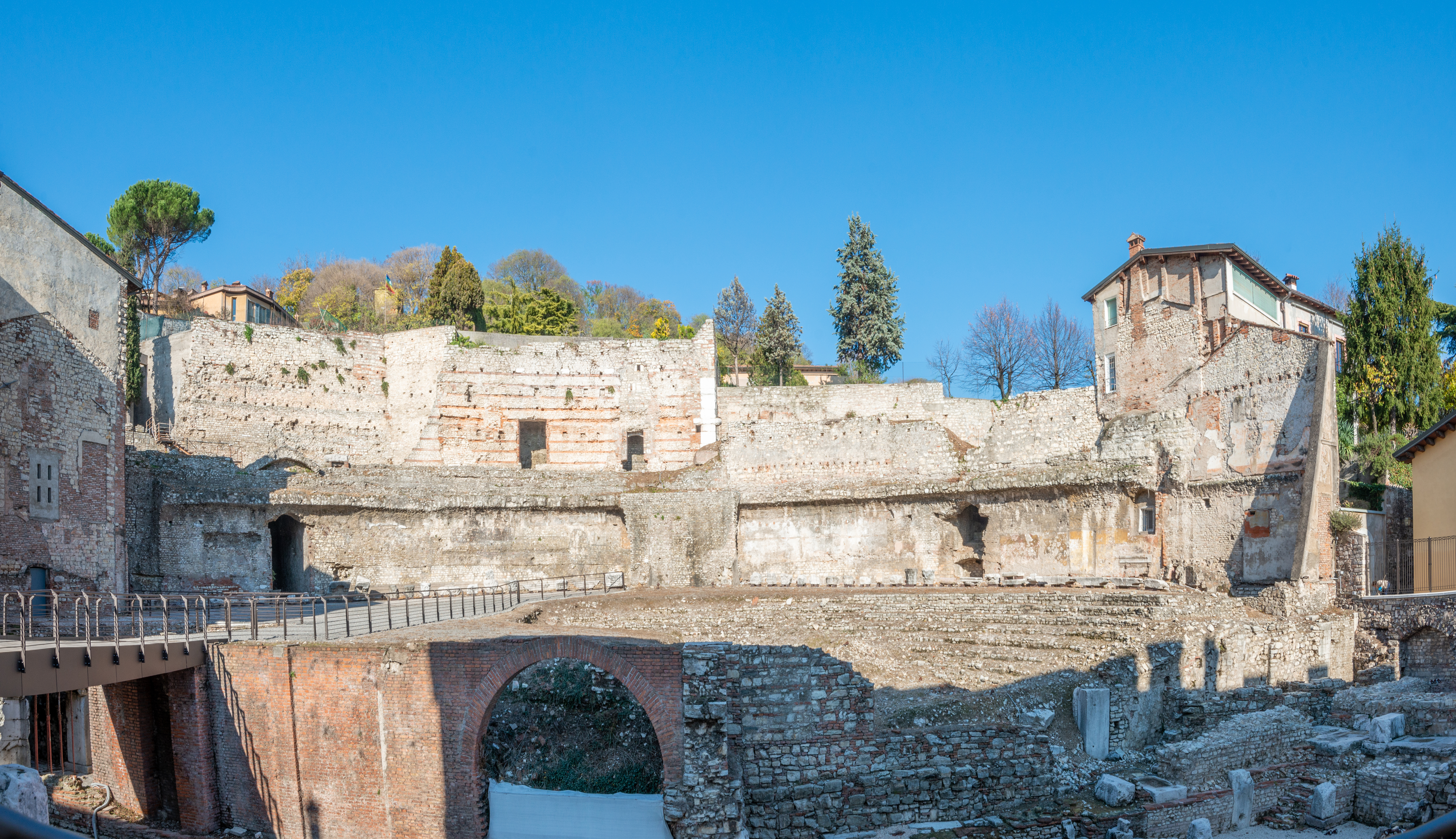
Il teatro romano di Brescia.

Attualmente sono visibili i resti della cavea e della scena e del muro originario affacciato sulla strada. Altri resti sono nell'area di Palazzo Maggi o inglobati nell'edificio: al suo interno sono inoltre visibili pavimentazioni e resti in muratura di tarda epoca romana, risalenti ai primi anni dell'abbandono del foro. Negli anni sono stati proposti molti progetti di riqualificazione, ad esempio mediante la ricostruzione in legno delle gradinate crollate, ma nulla è stato mai messo in pratica. L'intervento, difatti, avrebbe senso se fosse risistemato lo stesso contesto, anche in materia di accessibilità: il teatro è infatti oggi molto sacrificato fra il Colle Cidneo e una stecca di edifici residenziali medievali a sud, scampati alle demolizioni, che andrebbero per forza demoliti, in parte o totalmente, se si volesse tentare di ricostruire anche un minimo di scena-fronte e un qualsiasi collegamento efficace con Via Musei, oggi limitato agli sbocchi dello stretto vicolo che lo raggiunge.